# コピート (小惑星)
コピート (95962 Copito) は小惑星帯に位置する小惑星。スペインの天文学者ホセ・マンテカ (José Manteca) がベゲス天文台 (Observatorio de Begues) で発見した。
バルセロナ動物園で飼育され、2003年11月24日に死んだ白いゴリラ、コピート・デ・ニエベ（スペイン語：Copito de Nieve）から命名された。